# 320
Правління Костянтина Великого у Римській імперії. У Китаї правління династії Цзінь. В Індії починається період імперії Гуптів.  В Японії триває період Ямато. У Персії править династія Сассанідів.
На території лісостепової України Черняхівська культура. У Північному Причорномор'ї готи й сармати.

## Події
- Старший син Костянтина Великого Крісп провів успішну кампанію проти франків, забезпечивши мир на Рейні, що триватиме 20 років.
- Імператор Сходу Ліциній знову розпочинає переслідування християн, відмінені Міланським едиктом.
- В Індії Чандрагупта I заснував імперію Гуптів.
- Грецький філософ Папп Александрійський спостерігав затемнення Сонця, про що залишив запис у комантарях до Альмагеста.
- День 25 грудня затверджено як Різдво Христове.

## Народились
- Аврелій Віктор (приблизна дата)
- Констант, майбутній імператор. (приблизна дата)